# Edmond-Jean-François Barbier
Edmond-Jean-François Barbier (* 16. Januar 1689 in Paris; † 29. Januar 1771 ebenda) war ein französischer Chronist.

## Leben und Werk
Edmond Barbier war Anwalt im Parlement von Paris. Von 1718 bis 1763 schrieb er ein Tagebuch und notierte als aufgeklärter Mitbürger in einem sachlichen und unprätentiösen Stil alle ihm bekannt gewordenen Ereignisse der französischen Hauptstadt. Seine von den Historikern geschätzte Chronik wurde von 1847 bis 1856 zum ersten Mal in 4 Bänden unvollständig und 1857 in 8 Bänden vollständig veröffentlicht. Eine wissenschaftliche Ausgabe erscheint seit 2020.

## Ausgaben
- Chronique de la Régence et du règne de Louis XV (1718–1763), ou Journal de Barbier. 8 Bde. G. Charpentier, Paris 1857, 1885.
- Journal d’un bourgeois de Paris sous le règne de Louis XV. 10/18, Paris 1963.
- Journal d’un avocat de Paris. 17 Bde. Paleo, Clermont-Ferrand 2002–2012.
- Pierre Bonnet und Henri Duranton (Hrsg.): Chronique de la Régence et du règne de Louis XV. Classiques Garnier, Paris 2020 ff.